# Райндол
Райндол (словен. Rajndol) — поселення в общині Кочев'є, регіон Південно-Східна Словенія, Словенія. Висота над рівнем моря: 509,9 м.